# Faÿ-lès-Nemours
Faÿ-lès-Nemours település Franciaországban, Seine-et-Marne megyében. Lakosainak száma 498 fő (2022. január 1.). Faÿ-lès-Nemours Saint-Pierre-lès-Nemours, Ormesson, Aufferville, Bagneaux-sur-Loing, Bougligny és Châtenoy községekkel határos.

## Népesség
A település népességének változása:
| Lakosok száma | 479  | 483  | 494  | 487  | 491  | 495  | 497  | 498  | 498  |
|               | 2013 | 2015 | 2016 | 2017 | 2018 | 2019 | 2020 | 2021 | 2022 |